# Курочкіна Інна Юріївна
Інна Юріївна Курочкіна (уроджена Пугач; груз. ინა კუროჩკინა; нар. 30 травня 1972, Тбілісі, Грузія) — Продюсер і журналістка агентства INEWS, режисер документального кіно. Член Координаційної ради Форуму Вільних Народів Постросії. Має постійну журналістську акредитацію у Європейському Парламенті в Брюсселі та Страсбурзі. 

## Біографія
Інна Курочкіна народилася в Тбілісі 30 травня 1972 в українській родині, яка виїхала з Вінниці під час Голодомору і свою нову батьківщину знайшла в Грузії. Закінчила Грузинський технічний університет у 1994. Після перевороту в Тбілісі (1991—1992) та громадянської війни в Грузії 1992—1993 виїхала до Санкт-Петербурга як біженка. Навчався в Санкт-Петербурзький державному університету на філологічному факультеті. З 2000 р. директор і власник архітектурно-інтер'єрної компанії Meritalia.
Після вторгнення Росії в Грузію (2008) в серпні 2008 року виїхала в Чехію до Праги. Інна та Андрій Курочкіни — автори та інвестори проекту меморіальної дошки у Вшенорах на будинку Марини Цвєтаєвої. У 2012 році Інна та Андрій Курочкіни відкрили Центр Марини Цвєтаєвої в Празі
З 2014 року Інна Курочкіна очолювала празьке відділення клубу «Відкрита Росія» Михайла Ходорковського. Через незгоду з політикою організації припинила участь і у 2016 році запустила власний медіа-ресурс «НЕП Прага».. Після ребрендингу в 2022 році медіа-ресурс був названий INEWS. 2 червня 2022 року Інна Курочкіна стала спеціальним представником прем'єр-міністра Чеченська Республіка Ічкерія у вигнанні Ахмеда Закаєва (постанова КМУ ЧРІ № 33)..
Інна Курочкіна є членом Координаційної ради Форуму Вільних Народів Постросії. Перший Форум відбувся у Варшаві, Польща, 8 травня 2022 року Другий форум відбувся в Празі 23 липня 2022 року, де була підписана Декларація про деколонізацію Росії Інна Курочкіна є одним із підписантів Декларації про деколонізацію
Інна Курочкіна — учасниця 30-го та 31-го Економічного форуму в Карпачі, Польща. На 31-му Форумі 6-9 вересня 2022 року була модератором панелі, присвяченої військовим злочинам Росії проти Чеченської Республіки, Грузії, України

## Журналістика та документальне кіно
У 2014 році після анексія Криму (2014) та початку війни Росії проти України Інна Курочкіна почала знімати документальні фільми та брала активну участь у опорі російській імперіалістичній політиці. Більшість її журналістських робіт присвячені Північному Кавказу, Україні, Грузії, Білорусі, Казахстану та розвінчанню кремлівської дезінформації та пропаганди
Значною подією у розвитку громадянської позиції стала зустріч з Вітаутасом Ландсберґісом, який відкрив йому очі на тему злочинів Росії проти чеченського народу. У 2019 році був знятий фільм 1939 про пакт Молотова — Ріббентропа, головним героєм якого став професор Ландсбергіс. У 2021 році було опубліковано інтерв'ю Інни Курочкіної з Вітаутасом Ландсберґісом, записане в його будинку під Каунасом, присвячене Ічкерії.
З 2015 року було знято та опубліковано понад 800 відеопрограм і документальних фільмів на різних телеканалах і медіаресурсах, таких як Настоящее время (телеканал) (Радіо Свобода & Голос Америки), Mtavari (Грузія), Белсат (Білорусь/Польща), OstWest (Німеччина), ATR (телеканал) (Україна) та ін.
26 лютого 2022 року в Брюсселі спільно з Ахмедом Закаєвим було зроблено заяву щодо надання допомоги Україні у відсічі російському вторгненню, на що Президент України Володимир Зеленський відреагував підписавши Указ про створення Іноземний легіон України у складі Збройних Сил України.
Інна Курочкіна автор та ведучий I NEWS. Опубліковано понад 2.6K програм та документальних фільмів 

## Нагороди

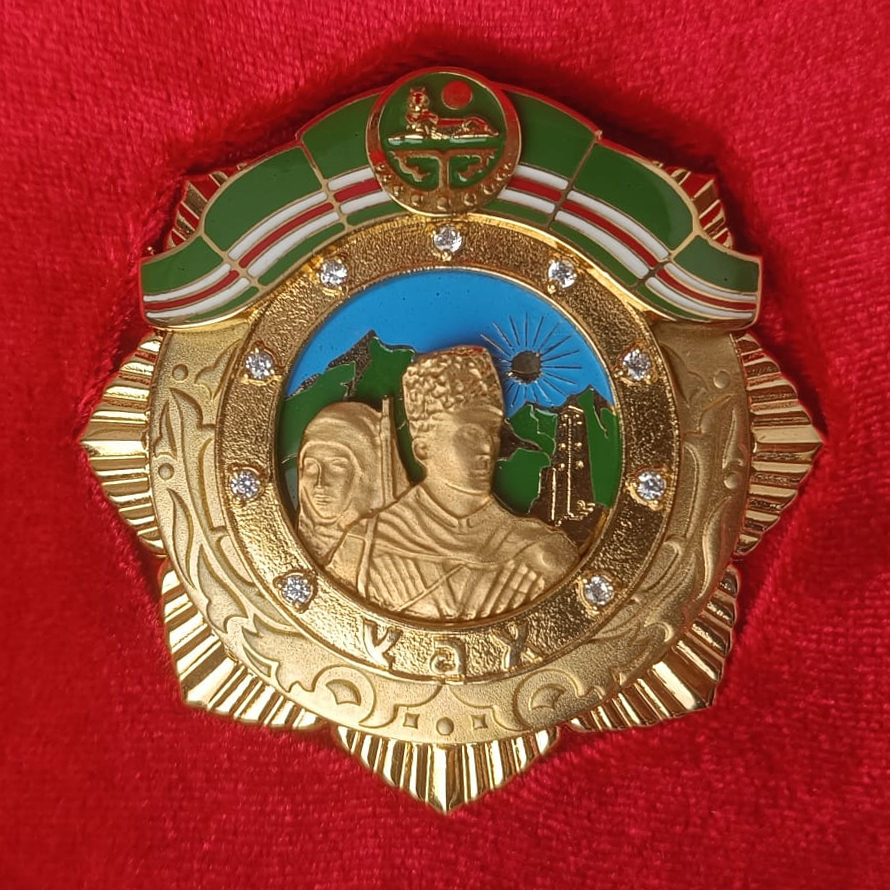
Державна Нагорода Чеченської Республіки Ічкерія Орден "Яхь"
За активну та багатогранну роботу з висвітлення у засобах масової інформації боротьби чеченського народу проти російських загарбників, за вміння та професіоналізм, керуючись статтями 79, 80, 81 Конституції Чеченської Республіки Ічкерія, Кабінет Міністрів ЧРІ постановляє:
1. Нагородити Інну Курочкіну державною нагородою Чеченської Республіки Ічкерія орденом "Яхь"
2. Постанова набирає чинності з дня її підписання.
Голова Кабінету Міністрів ЧРІ Ахмед Закаєв
6 вересня 2024 року

## Вибрана фільмографія
- Фейкові новини. 2018. 13 епізодів, досліджуючи природу кремлівської пропаганди. Ефір на Настоящее время[56]
- Семантична війна. 2018, за підтримки Посольства США в Празі. Ефір в Американському центрі в Празі в лютому 2019 року[57]
- «1939». 2019. 3 серії, фільм про те, як німецькі інтелектуали пішли на співпрацю з Гітлером і як у наш час російська інтелігенція не встояла перед спокусою співпрацювати з Путіним. Ефір на Настоящее время[58]
- Царський серпанок від Чорного до Білого моря. 2020. 5 серій, фільм попередження про реальні плани Путіна розв'язати повномасштабну війну в Європі. Ефір на Мтаварі Грузія[59]
- Протистояння. 2020. Наталія та Майкл Арно. Як і Путін, КДБ і мафія опинилися в російському уряді. Ефір на Мтаварі Грузія[60]
- Сякухачи. Борис Гребенщиков. Анімація. Інна та Андрій Курочкін[61]
- «Де мій дім». 2021. Ніч саперних лопат 9 квітня 1989 року в Тбілісі. Як пропаганда в Росії приховує правду про трагедію. Ефір на Настоящее время[62]
- «Чеченські Самашки — це чеські Лідиці». Анна Політковська 2021[63]
- «Хіханкі да Хаханкі». Борис Гребенщиков. Анімація. Інна та Андрій Курочкін Путін від молі до вбивці. 2021. Мультфільм Інни та Андрія Курочкіних
- «Іван і Данило». Борис Гребенщиков. Акваріум в Dub 2020. Анімація. Інна та Андрій Курочкін[64]
- Одне для всіх. 2021. Фільм про свободу в інтернеті та роботу кремлівських тролів проти незалежних блогерів та журналістів. Ефір на Настоящее время и Мтавари[65]
- Третя світова війна почалася з Чечні. 2022. фільм про витоки незалежності чеченського народу. Ефір на Мтаварі Грузія[66]
- Монолог чеченського біженця. 2022. Докази злочинів російської армії в Чечні. Засновник модного бренду в Німеччині Айза Сугаіпова[67]
- ФСБ підриває Росію. 2024. Юрій Фельштинський. Чеченське питання виросло до світового[68]
- Ахмед Закаєв. 2024. Ходорковський зізнався Дудю у військових злочинах у Чечні. Це вирок[69]
- Звіад та загибель Імперії. 2024 Inna & Andrey Kurochkin[70]
- Демократії ніколи не було. Фільм «Конец русской истории». Епізод перший присвячений першим рокам виникнення РФ. 2024 Inna & Andrey Kurochkin[71]
- Переворот. Фільм «Конец русской истории». Епізод другий. Артпідготовка у серпні та танки у жовтні. 2024 Inna & Andrey Kurochkin[72]
- Крапка неповернення перед війною. Фільм «Конец русской истории». Епізод третій. Злочин лібералів Єльцинської банди. 2024 Inna & Andrey Kurochkin[73]
- Незалежність Чеченської Республіки Ічкерія. 2024 Inna & Andrey Kurochkin[74]

- «Його Пекло». 2024 Inna & Andrey Kurochkin, I NEWS. Сергей Антонов, Диагноз Путина[75]
- «Його Отрута». 2025 Inna & Andrey Kurochkin, I NEWS. Сергей Антонов, Диагноз Путина[76]

## Галерея

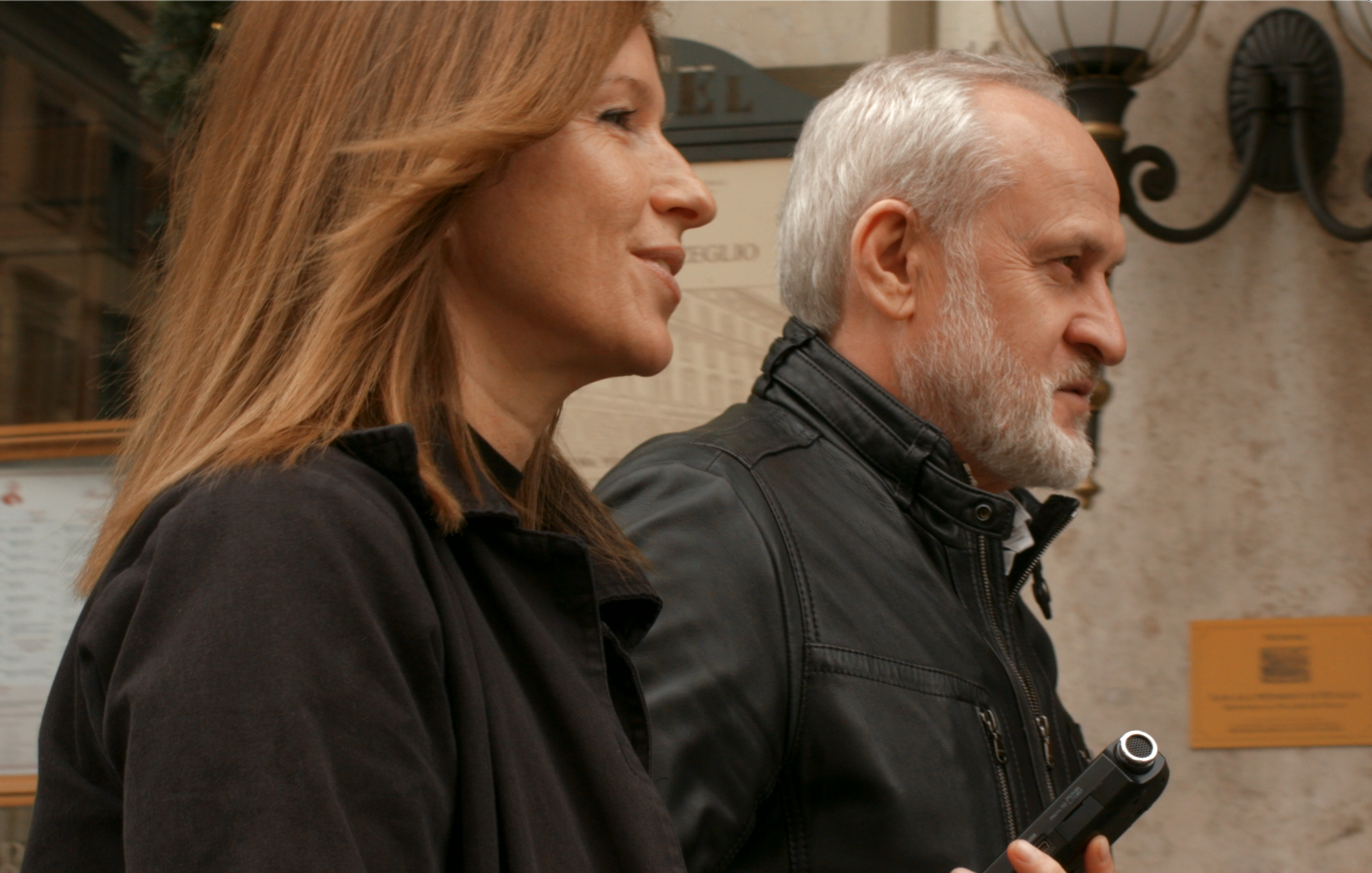
Інна Курочкіна та Ахмед Закаєв
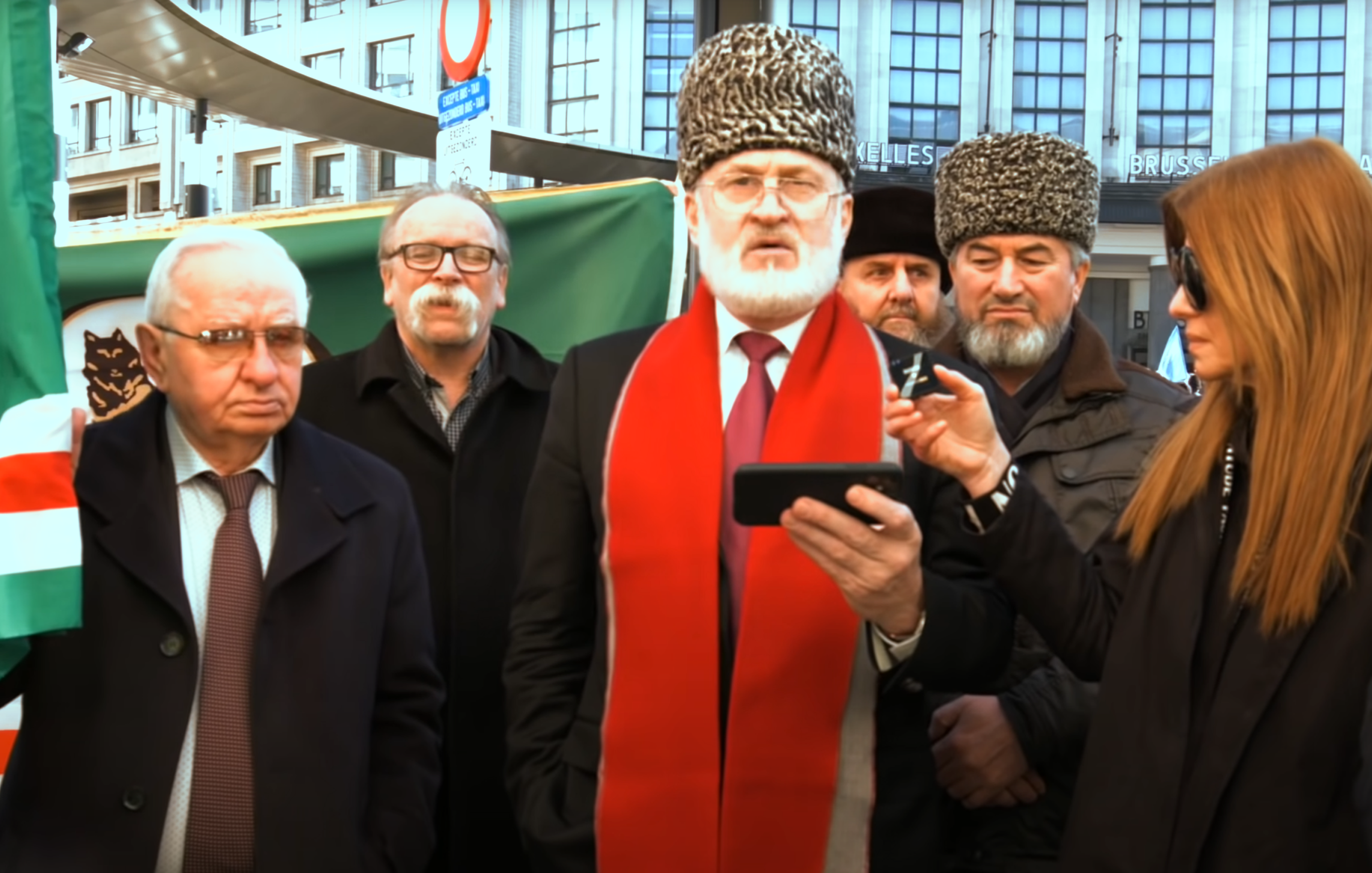
Мітинг у Брюсселі, 26  лютого 2022 р.